# Fiord de Sam Ford
El fiord de Sam Ford (o Kangiqtualuk Uqquqti en inuktitut) és un gran fiord de l'illa de Baffin amb 110 quilòmetres de longitud i un màxim de 19 d'amplada. Es troba a la costa nord-est de l'illa i administrativament fa part de la regió de Qikiqtaaluk a Nunavut. El lloc habitat més proper és el llogarret inuit de Clyde River.
Aquest fiord es troba en una zona molt remota i és conegut per la seva austera bellesa. Les muntanyes que l'envolten són sovint impressionants, amb pics de més de 1500 m i alguns dels penya-segats més alts del món que s'alcen damunt de les aigües del fiord. Entre els cims més populars per als alpinistes cal esmentar Beluga Mountain, Rock Tower, Walrus Head, Broad Peak, Ottawa Peak, Sikunga Mountain, Turnagain Peak i Paalik Peak.